# 箆岳村
箟岳村（ののだけむら）は、かつて宮城県遠田郡北東部にあった村。現在の涌谷町箟岳・吉住・猪岡短台・太田・小里・成沢にあたる。

## 地理
- 河川：北上川、旧迫川

## 沿革
- 明治22年（1889年）4月1日 - 町村制施行にともない、遠田郡箟岳村・吉住村・猪岡短台村・太田村・小里村・成沢村のの区域をもって箟岳村が成立。
- 昭和30年（1955年）7月15日 - 涌谷町と新設合併し、新制の涌谷町となる。同日篦岳村廃止。

## 行政

### 首長
- 歴代村長

| 代      | 氏名         | 就任                       | 退任                       | 備考 |
| ------- | ------------ | -------------------------- | -------------------------- | ---- |
| 1 - 2   | 白戸俊蔵     | 明治22年（1889年）4月22日  | 明治30年（1897年）4月      |      |
| 3       | 鈴木英馬     | 明治30年（1897年）4月      | 明治32年（1899年）5月      |      |
| 4       | 木村杣治郎   | 明治32年（1899年）5月      | 明治34年（1901年）5月      |      |
| 5       | 白戸俊蔵     | 明治34年（1901年）5月      | 明治34年（1901年）11月22日 | 再任 |
| 6 - 7   | 福田市右衛門 | 明治35年（1902年）4月      | 明治42年（1909年）5月10日  |      |
| 8       | 白戸俊蔵     | 明治42年（1909年）11月15日 | 明治45年（1912年）4月30日  | 三任 |
| 9 - 11  | 安部悟       | 明治45年（1912年）5月8日   | 大正10年（1921年）2月14日  |      |
| 12 - 13 | 福田市右衛門 | 大正10年（1921年）3月30日  | 昭和4年（1929年）6月12日   | 再任 |
| 14      | 安部盛       | 昭和4年（1929年）6月13日   | 昭和8年（1933年）6月12日   |      |
| 15 - 16 | 佐々木清蔵   | 昭和8年（1933年）7月11日   | 昭和16年（1941年）2月6日   |      |
| 17 - 18 | 大川三郎     | 昭和16年（1941年）2月10日  | 昭和21年（1946年）4月      |      |
| 19 - 20 | 高橋徳雄     | 昭和22年（1947年）4月      | 昭和30年（1955年）7月14日  |      |